# Estação Les Agnettes
Les Agnettes é uma estação da linha 13 do Metrô de Paris, localizada no limite das comunas de Asnières-sur-Seine e Gennevilliers.

## Localização
A estação está situada no cruzamento das estradas departamentais 11 e 19 dos Altos do Sena.

## História

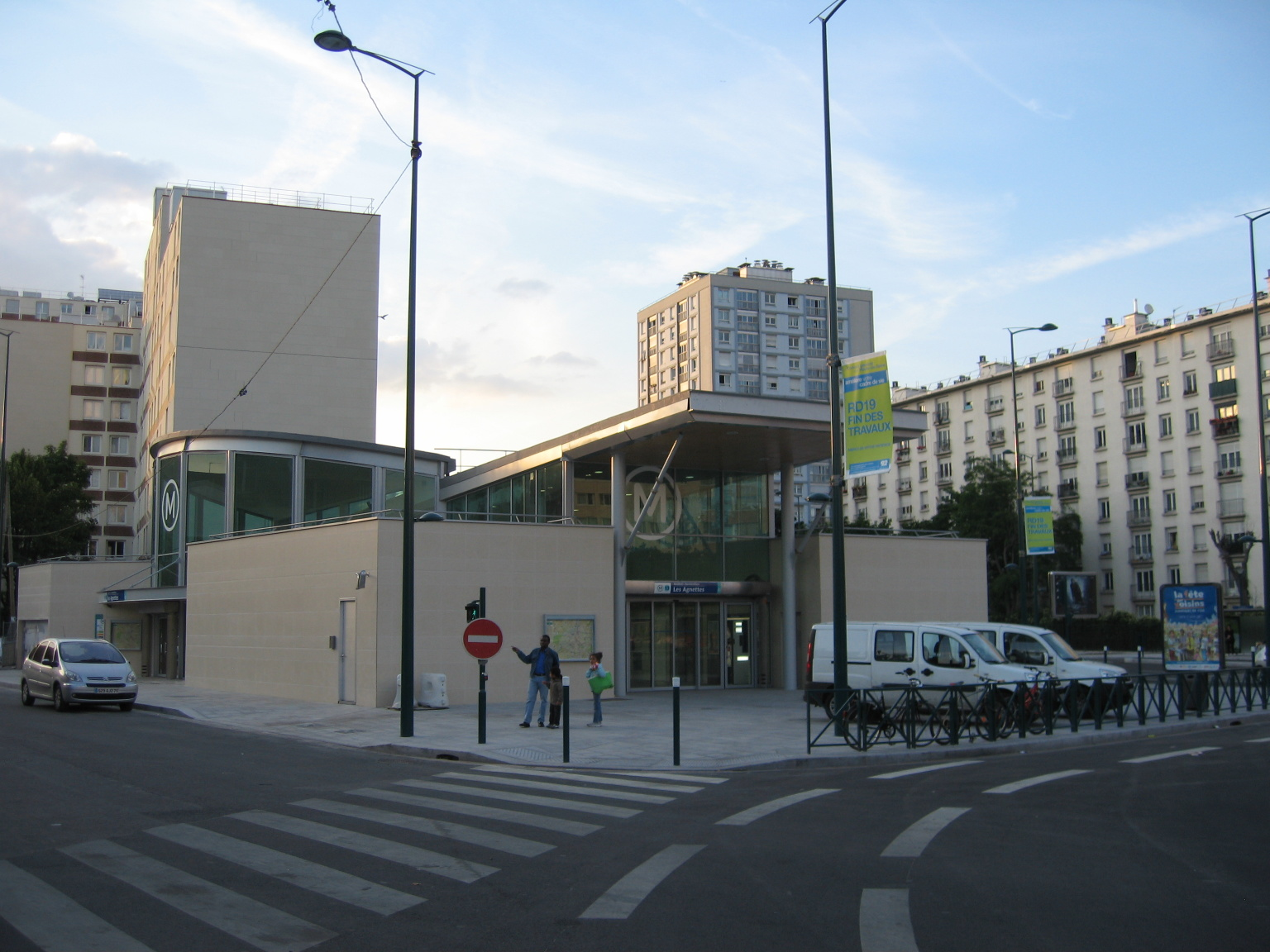
O exterior da estação

A estação foi inaugurada em 14 de junho de 2008. Ela leva o nome do local onde ela se situa, no limite de Asnières-sur-Seine e Gennevilliers.
Em 2011, 2 367 677 passageiros entraram nesta estação. Ele viu entrar 2 368 284 passageiros em 2013, o que a coloca na 228ª posição das estações de metrô por sua frequência em 302.

## Serviços aos Passageiros

### Plataformas
Les Agnettes é uma estação de configuração padrão com duas plataformas laterais separadas pelas vias do metrô.

### Intermodalidade
A estação é servida pelas linhas 178, 238 e 366 da rede de ônibus RATP e, à noite, pela linha N51 da rede de ônibus Noctilien.

## Pontos turísticos
A estação serve a Igreja de Notre-Dame-des-Agnettes de Gennevilliers.

## Projetos
A estação poderá eventualmente (2030) oferecer uma conexão com a rede Grand Paris Express.
A agência Periphériques é responsável por projetar e construir esta nova estação. As plataformas estarão a uma profundidade de 27 metros.
As obras preparatórias começaram em julho de 2017. Nesse contexto, a barra do imóvel nos números 11-21, rue des Agnettes, situada no local da futura estação da linha 15, será demolida.
A construção da estação começou em janeiro de 2019.

Galeria de fotografias
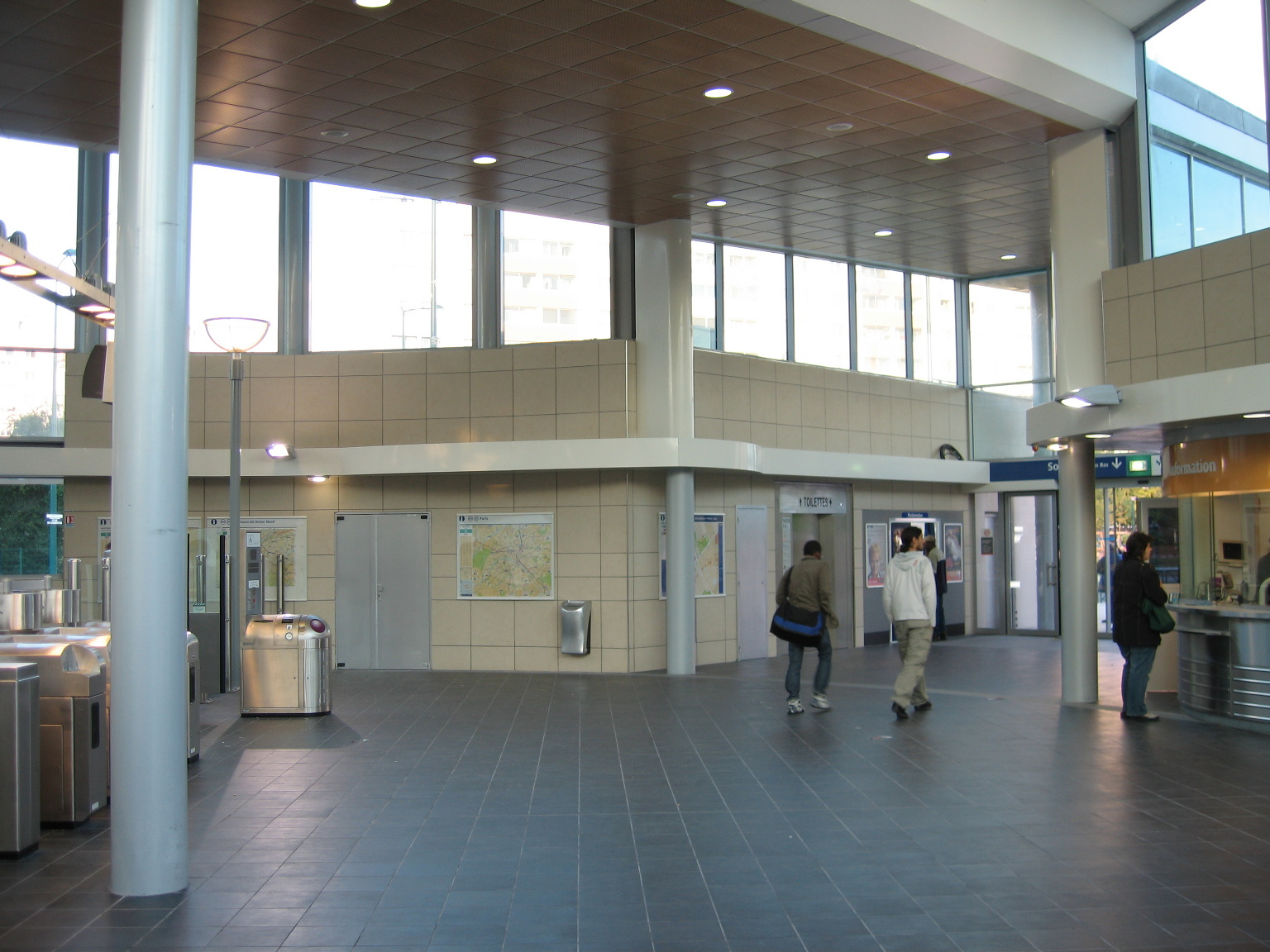
O interior.
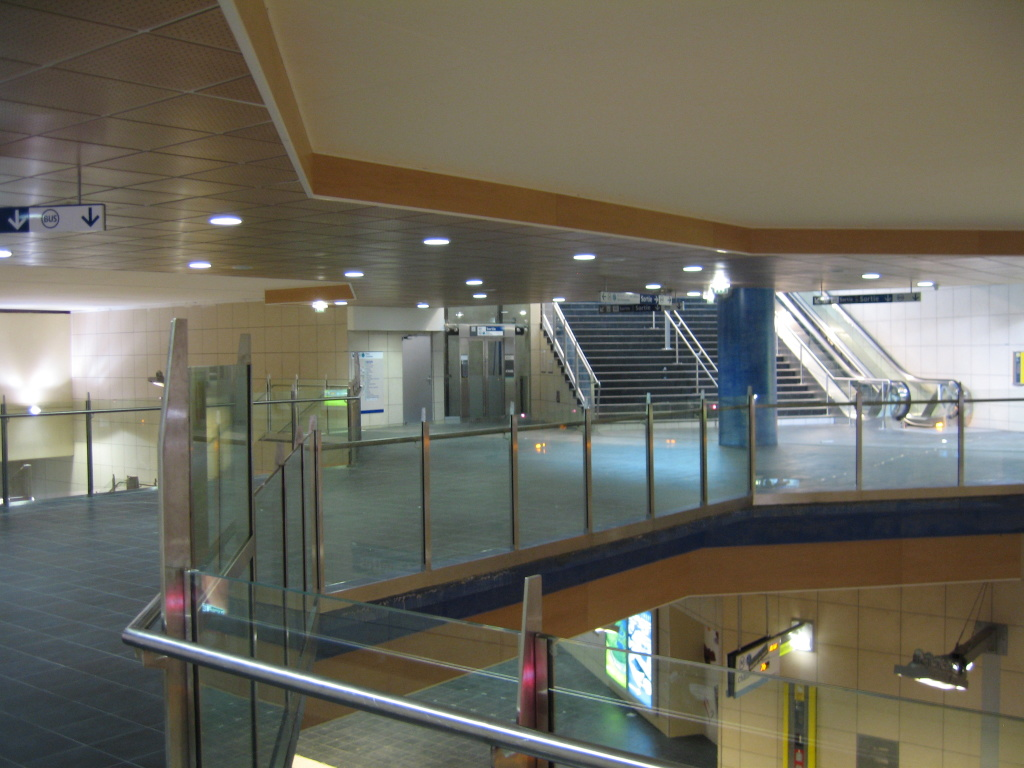
O andar do meio.